# Sebastián Monleón y Estellés
Sebastián Monleón y Estellés (Valencia, 25 de noviembre de 1815-Ibidem, 14 de agosto de 1878) fue un arquitecto, político y empresario español.

## Biografía

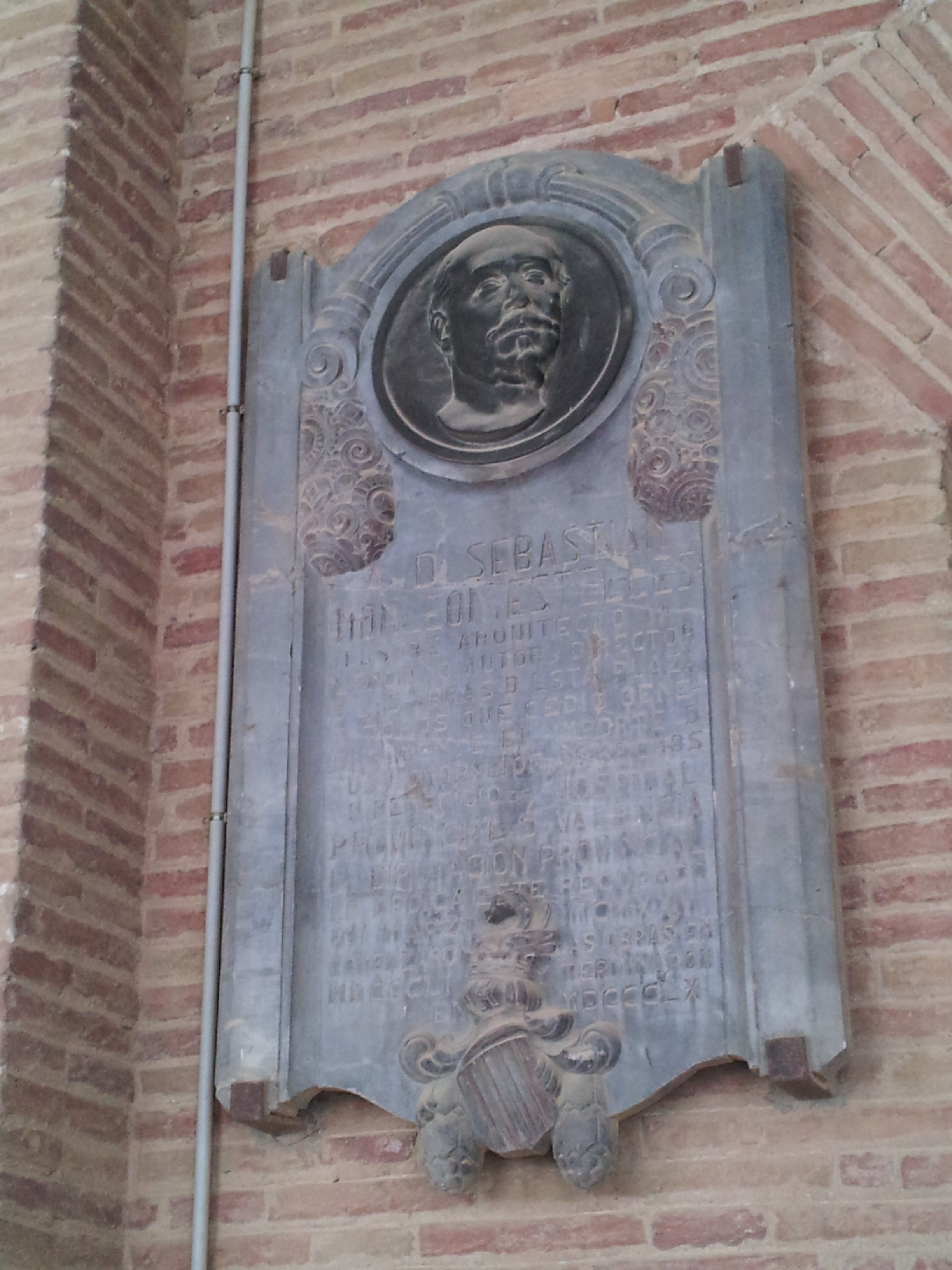
Placa en homenaje a Sebastián Monleón Estellés en la Plaza de toros de Valencia.

Sebastián Monleón y Estellés nació el 25 de noviembre de 1815 en Valencia. En su familia se encuentran numerosos artistas reconocidos. Fruto de su primer matrimonio con Isabel Torres y Piñol (1815-1848), nació entre otros el artista Rafael Monleón y Torres. En 1865, casó en segundas nupcias con la actriz viuda Rafaela Rimbau y Sáez, madre del escritor Enrique Gaspar y Rimbau. De su segundo matrimonio nacieron dos hijas; solo llegó a la edad adulta Teresa Monleón y Rimbau, madre de Amelia Cuñat y Monleón.
Estudió en la escuela de la Real Academia de San Carlos. Fue nombrado arquitecto municipal (1844), académico de mérito de la Academia de San Carlos (1845), académico de número en la sección de arquitectura (1871) y presidente de la Sociedad de Arquitectos de Valencia.
Su obra se enclava en el eclecticismo y el neoclasicismo. El comerciante de seda y filántropo Juan Bautista Romero, Marqués de San Juan, fue uno sus empleadores más importantes, y a quien le unió una prolongada amistad.
Fue además concejal del Ayuntamiento (1853), y fundó en 1858 la fábrica de azulejos de San Pío V, vulgo "La Bellota".
Murió a los 62 años, el 14 de agosto de 1878 en Valencia.

## Obras
- Primer monumento funerario exento del Cementerio General, junto con el escultor Antonio Marzo, para la sepultura de Juan Bautista Romero Conchés 39°26′52″N 0°23′49″O / 39.447835, -0.397047
- Palacio de los Queixal o de los Trenor[1] - Reforma y fachada 39°28′35″N 0°22′46″O / 39.476480, -0.379325
- Diseño del Plan de Ensanche de Valencia (1858)
- Jardines de Monforte (1859) 39°28′38″N 0°21′56″O / 39.477106, -0.365430
- Plaza de Toros (1860)[1] 39°28′00″N 0°22′34″O / 39.466722, -0.376235
- Balneario flotante de la playa de la Malvarrosa (1860. Desaparecido)
- Edificios Oliag, Plaza de Tetuán (1862)
- Colegio de la Gran Asociación Domiciliaria Nuestra Señora de los Desamparados (1866) 39°28′47″N 0°22′41″O / 39.479706, -0.377964
- Antigua Facultad de Medicina (edificio situado en la calle Guillem de Castro y desaparecido en 1974). 39°28′12″N 0°22′59″O / 39.470118, -0.382927
- Asilo de San Juan Bautista (1874)[1] 39°28′46″N 0°23′01″O / 39.479378, -0.383505
- Instituto de Segunda Enseñanza de Valencia - Reforma (1875) 39°28′06″N 0°22′38″O / 39.468264, -0.377344
- Diseño de la fachada del Teatro Principal 39°28′14″N 0°22′28″O / 39.470554, -0.374466
- Plaza del Príncipe Alfonso - Parterre (1876) 39°28′20″N 0°22′14″O / 39.472216, -0.370493
- Reformas en el viejo edificio de la Universidad 39°28′19″N 0°22′22″O / 39.471915, -0.372855
- Estufa tropical del Jardín botánico de Valencia 39°28′38″N 0°23′12″O / 39.477124, -0.386802

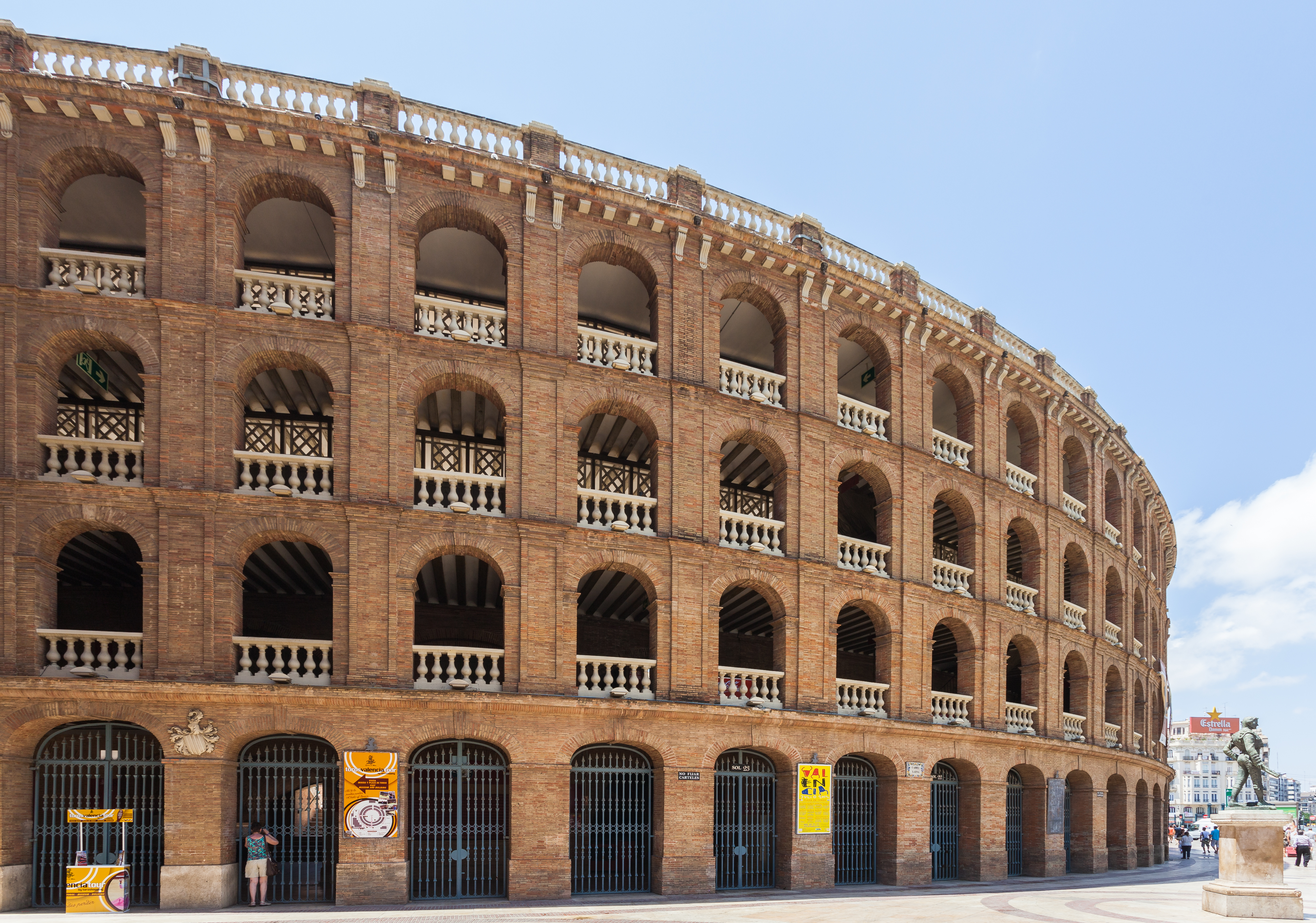
Plaza de toros de Valencia
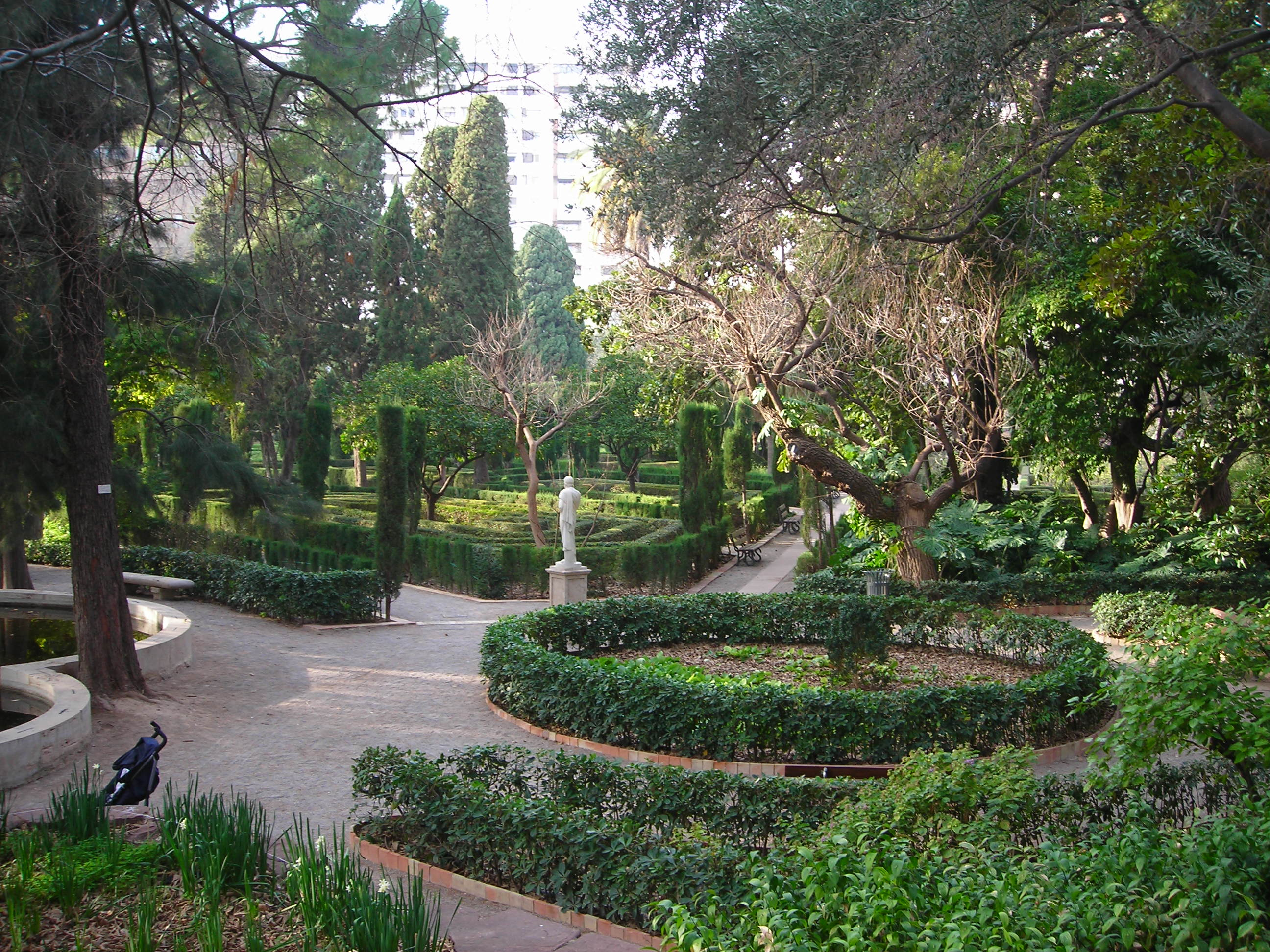
Jardines de Monforte.
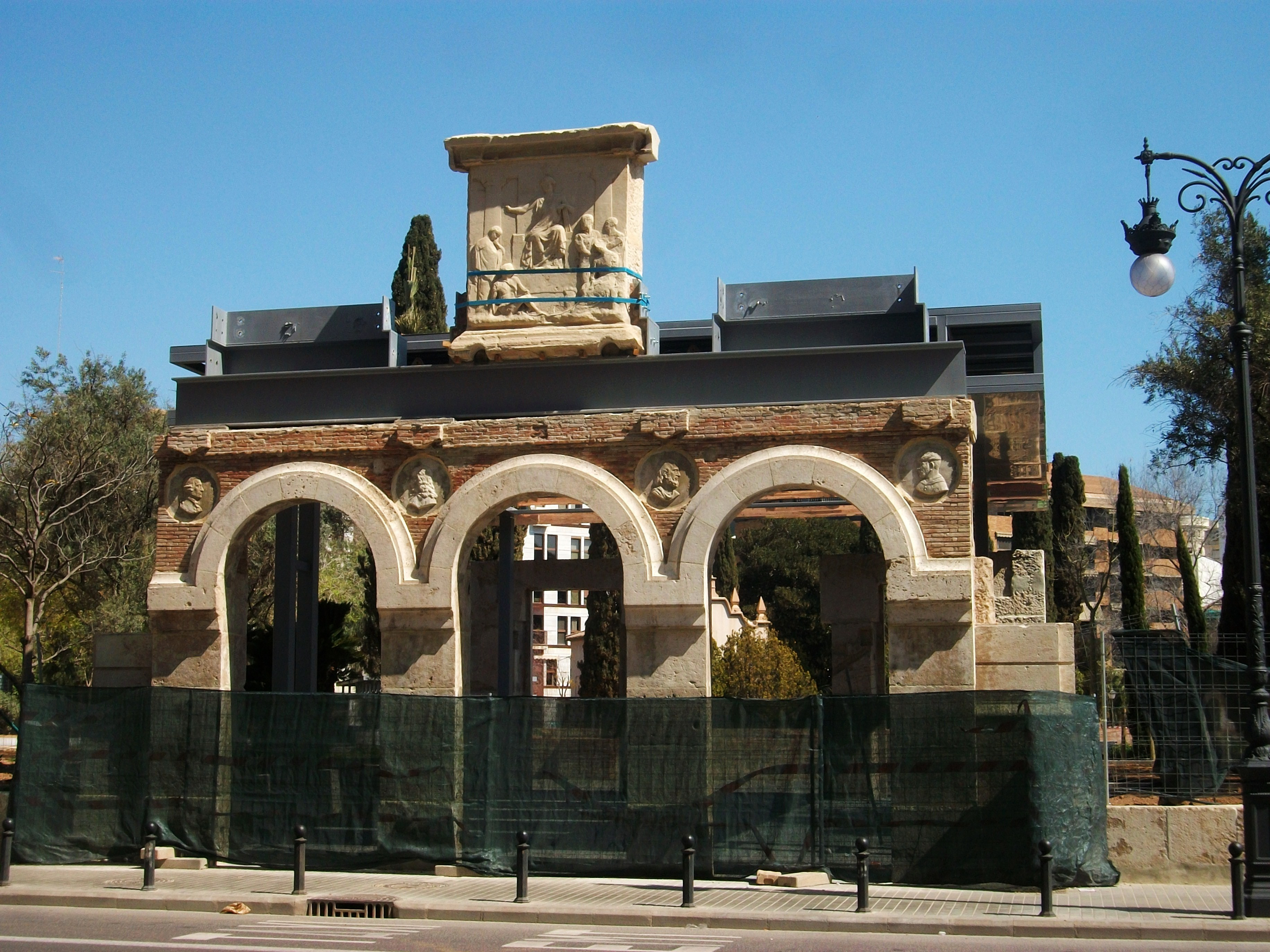
Restos de la antigua Facultad de Medicina
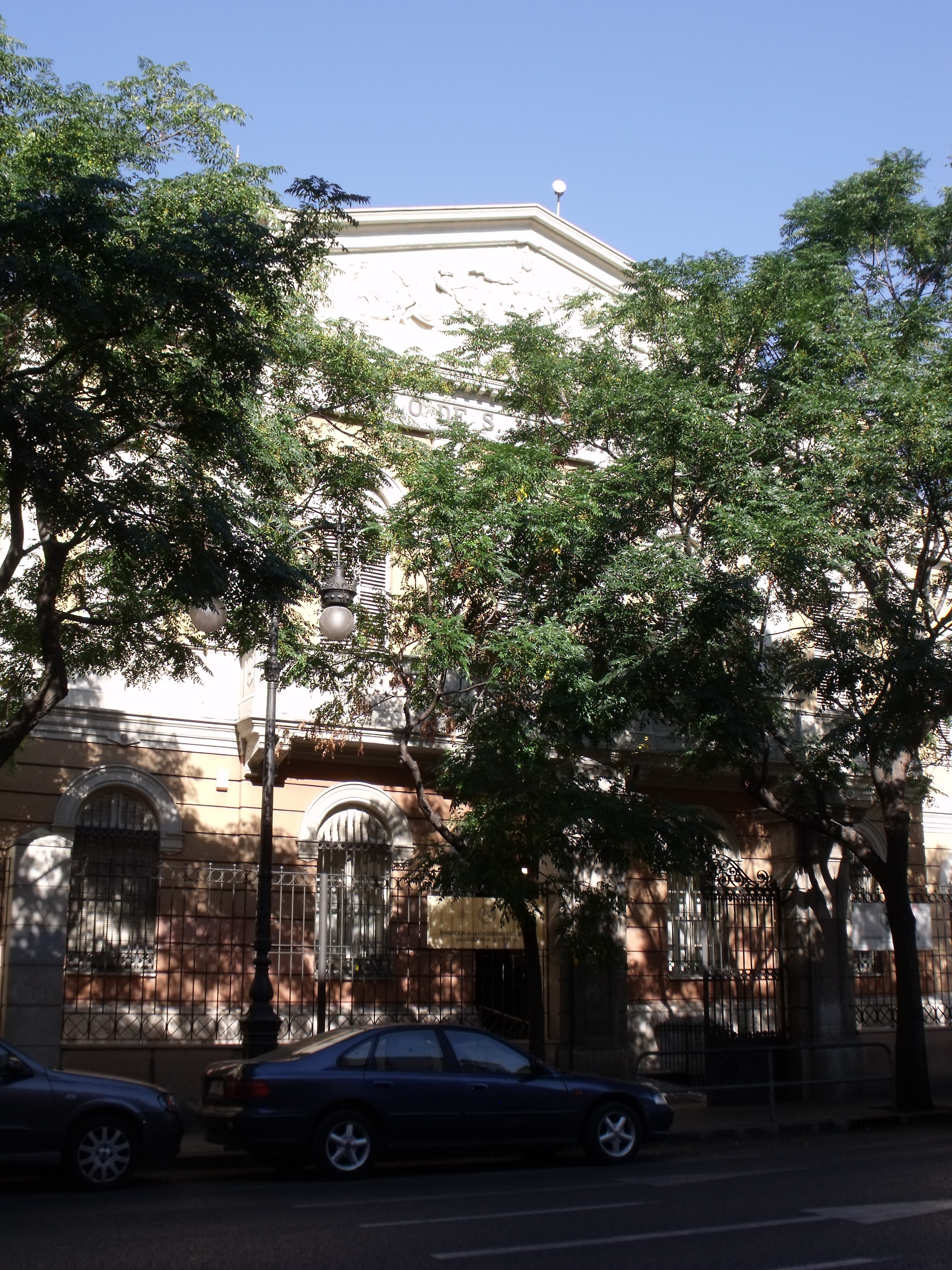
Asilo de San Juan Bautista.
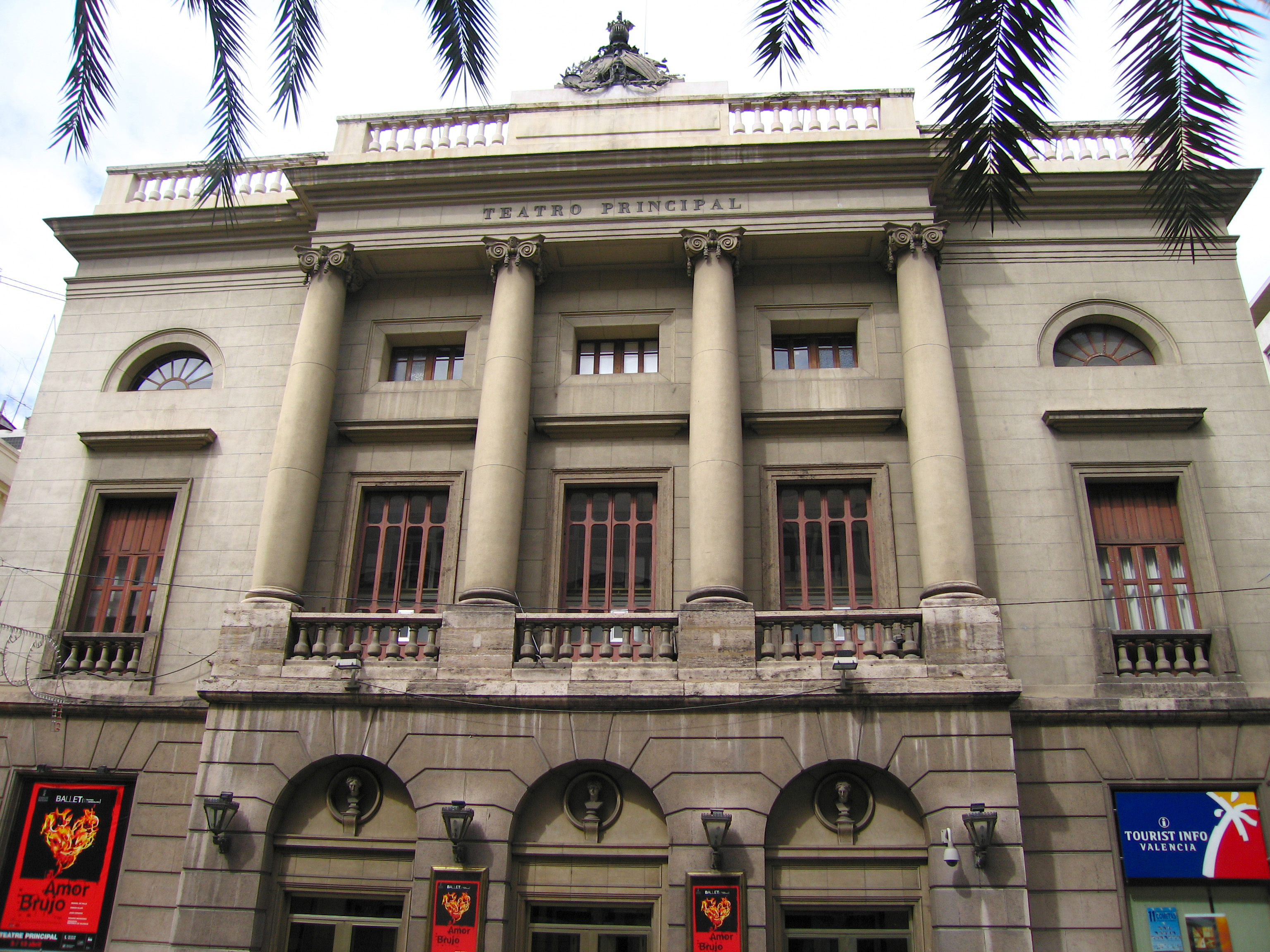
Fachada del Teatro Principal de Valencia.
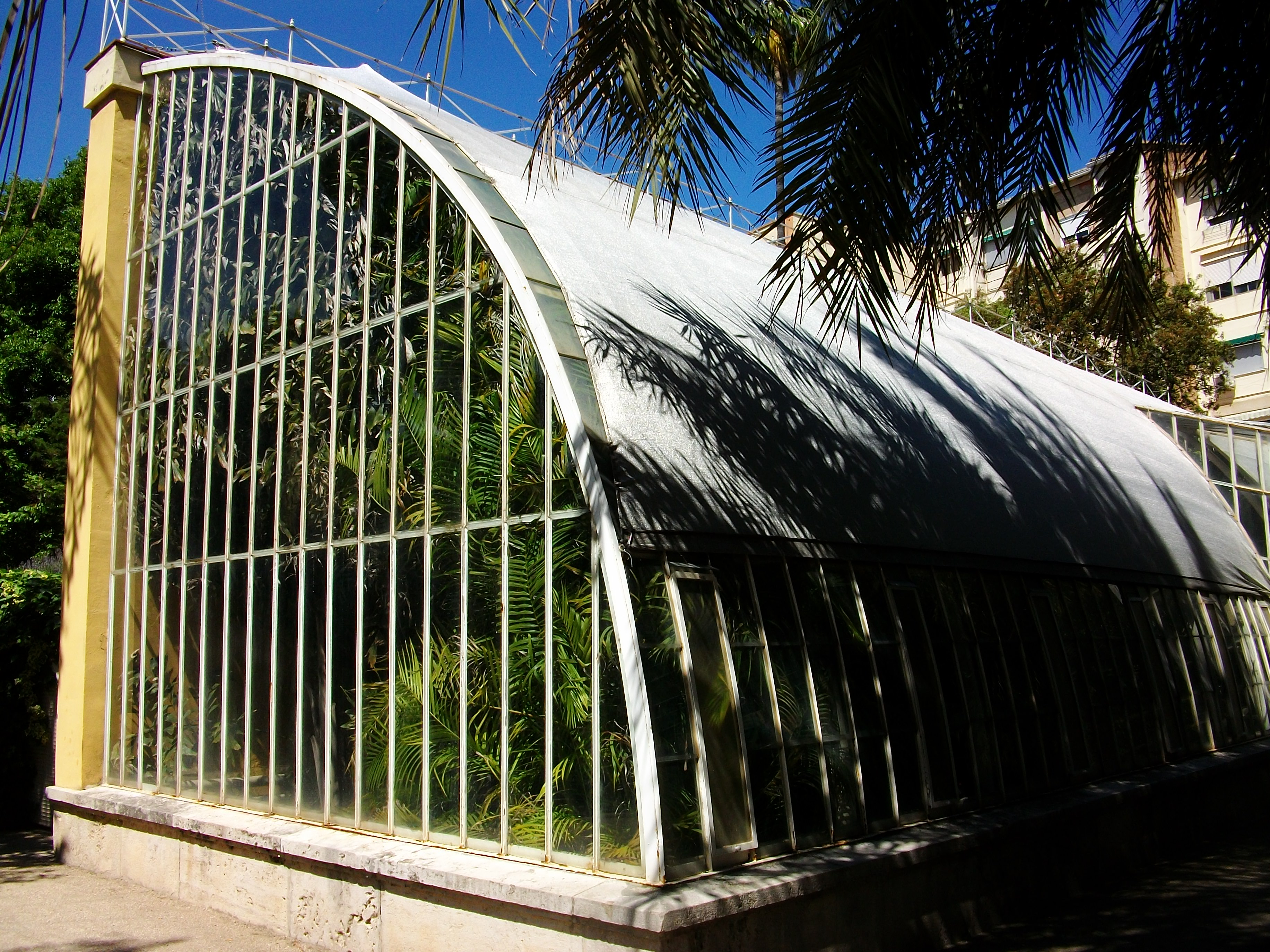
Estufa tropical del Jardín botánico de Valencia.
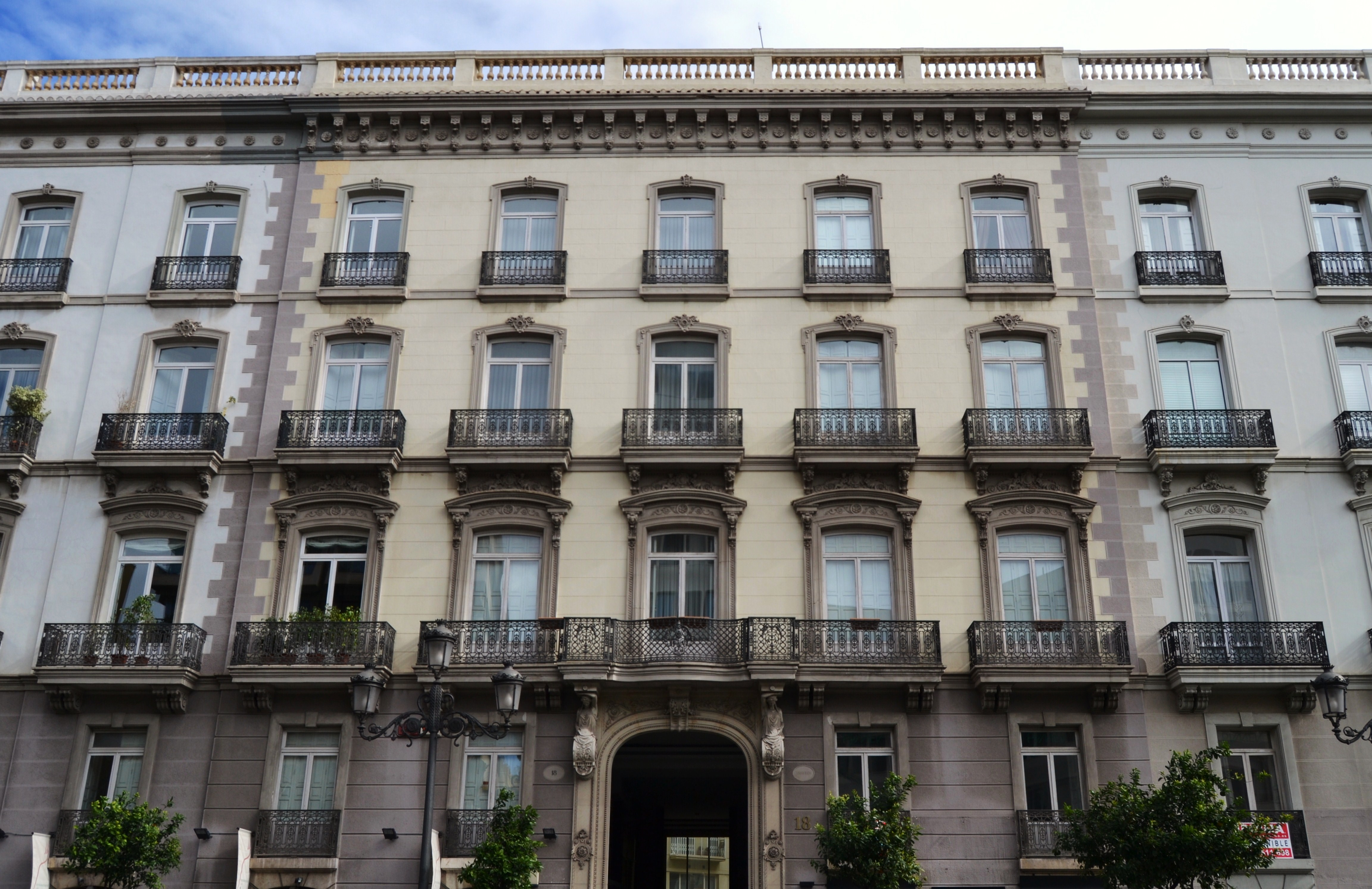
Edificio Oliag